# Щеблыкин, Иван Павлович (археолог)
Иван Павлович Щеблыкин (1884 год, Воронеж — 14 июня 1947 года) — российский и советский историк, этнограф, археолог, реставратор, художник, кавказовед.

## Биография
Иван Павлович Щеблыкин родился в Воронеже в 1884 году. Его отец был счетоводом. В 1886 году семья переехала в Тифлис. Здесь у мальчика проявился интерес к местной культуре. В 1909 году Щеблыкин окончил архитектурно-художественное отделение Казанского училища и семья переехала в Грозный. В Грозном в течение пяти лет Иван Павлович преподавал в женской гимназии и ремесленном училище. Свободное время Щеблыкин посвящал изучению местной культуры и исторических памятников.
В 1914 году Щеблыкин переехал во Владикавказ. Здесь он работал преподавателем в кадетском корпусе и учительском институте. После революции он стал заведующим художественной школой и читал лекции в высшем педагогическом институте и на рабфаке.
В 1921 году был создан научный музей Северо-Кавказского института краеведения и Щеблыкин стал его сотрудником. Также он был научным сотрудником Осетинского и Ингушского музеев краеведения. Щеблыкин был одним из организаторов экспедиции по Дагестану и стоял у истоков создания Дагестанского института краеведения.
В 1928 году был приглашён в Баку, так как здесь разворачивались большие реставрационные работы. Работал в институте имени А. Бакиханова, музее имени Низами и Центральном управлении охраны памятников Азербайджана, участвовал в раскопках и реставрационных работах. В 1928—1929 годах Щеблыкин активно участвовал в этнографических и археологических исследованиях в горах Ингушетии и на Военно-грузинской дороге.
В 1929 году был избран членом Северо-Кавказского археологического комитета. В 1940 году вошёл в состав учёного совета при президиуме Академии архитектуры СССР. Участвовал в работе многих научных конференций в Москве, Ленинграде, на Северном Кавказе. Известные советские и российские учёные, такие как, например, Е. И. Крупнов, используют в своих работах рисунки и фотографии Щеблыкина, ссылаются на результаты его научных изысканий.
В 1941 году Наркомат просвещения Чечено-Ингушской АССР решил отреставрировать датируемый XI—XII веками храм Тхаба-Ерды. Были подготовлены все необходимые материалы для проведения работ, но реставрации помешала начавшаяся Великая Отечественная война. Реставрация храма была проведена в наши дни.
В последние дни работал над исследованием исторических памятников горцев Северного Кавказа. Работу прервала смерть Щеблыкина 14 июня 1947 года.
Свои научные труды Щеблыкин иллюстрировал собственными рисунками, многие из которых считаются достоверными научными источниками.

## Семья
Жена Елена Даниловна Щеблыкина-Тыртычникова — врач-онколог.